# Sade (Adelsgeschlecht)

Wappen der Familie Sade seit Elzéar de Sade

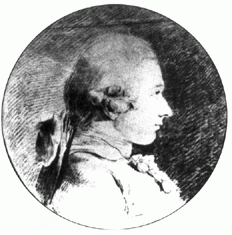
Der Marquis de Sade (um 1761)

Sade ist eine Grafenfamilie aus der Provence. Die Mitglieder der Familie hatten im Laufe der Jahrhunderte zusätzlich zu ihrer Funktion als Lehnsherren (unter anderem von Mazan, Saumane, ab 1627 auch La Coste) zahlreiche Positionen im Hochadel und im hohen Klerus von Frankreich inne, zum Beispiel Bischof, Abt oder Richter. Eine fortlaufende Stammlinie existiert seit Raimond de Sade.

## Geschichte
Der Name ist seit dem 12. Jahrhundert in Avignon bezeugt, unter anderem in den Varianten Sado, Sadone, Sazo, Sauza.
Louis de Sade baute 1177 die Brücke Saint-Bénézet in Avignon. Der ältere Paul de Sade empfing 1316 den Papst Johannes XXII. bei seiner Ankunft im Exil in Avignon. Hugues III. de Sade war 1373 Ratsherr in Avignon.
Der ältere Jean de Sade war Ratgeber des Ludwig II. von Anjou, Doktor der Rechte, 1406 Oberrichter der Provence. Jean wurde im 15. Jahrhundert geadelt, wodurch fortan die gesamte Familie adelig war.
Der älteste Elzéar de Sade war Schildknappe und Mundschenk von Papst Benedikt XIII. Kaiser Sigismund ehrte ihn für die Verdienste seines Hauses mit der Erlaubnis, den kaiserlichen Doppeladler in seinem Familienwappen führen zu dürfen. Der jüngere Jean de Sade war Erster Präsident des Rechnungshofs und Reichssiegelbewahrer. Joachim der Jüngere war Erbe von Joachim dem Älteren, so dass Saumane an seine Linie fiel.
Jean-Baptiste de Sade war Oberst der päpstlichen Kavallerie in Venaissin. Das Amt wurde bis zu Jean-Baptiste-François-Joseph de Sade vererbt.
Gaspard-François de Sade, Landvogt der Stadt Avignon, war der erste de Sade, der den Titel Marquis verwendete.
Donatien-Alphonse-François de Sade (1740–1814), der als „Marquis de Sade“ Bekannteste aus dem Hause Sade, war ein Aktivist der Französischen Revolution. Er schrieb Bücher, in denen er eine atheistische, materialistische, revolutionäre und amoralische Aufklärungs-Philosophie mit sadistischer Pornographie mischte; sein Leben entsprach seinen Schriften, weshalb er mehrmals verhaftet und verurteilt wurde. Nach dem Machtantritt Napoleons wurde der Missliebige 1801 in eine Irrenanstalt in Charenton verbracht, die er lebend nicht mehr verließ.
Während vier Generationen seiner Nachfahren versuchten, Donatien-Alphonse-François de Sade totzuschweigen, öffnete Xavier Henri Marie de Sade erstmals das Familienarchiv für Forscher, unter anderem für Gilbert Lély und Maurice Lever, nahm wieder den Titel Marquis an und versuchte, seinen Familiennamen auf Weinflaschen zu vermarkten. 1814–1983 besaß die Familie das Schloss Condé.

## Stammliste
Raimond de Sade.
Paul de Sade (Enkelsohn des oberen, 14. Jhd.)
Hugues II. de Sade a) ⚭ 1325 Laura de Noves (1310–1348).
3. Paul de Sade († 1433)
Audebert de Sade
Hugues III. de Sade (14. Jhd., auch Hugonin oder Hugues der Jüngere)
1. Jean de Sade
2. Elzéar de Sade
Girard de Sade
1. Etienne de Sade
Guillaume de Sade
Gabrielle de Sade ⚭ um 1550 Jacques de Beaune de Samblançay
Charlotte de Beaune (16. Jhd.)
2. Balthazar de Sade (Stammherr der Linie der Herren von Eyguières, die 1846 mit Xavier de Sade ausstarb)
4. Pierre de Sade ⚭ 1493 Baptistine de Forbin (Witwe des Raimond de Glandèves, Seneschall der Provence)
Joachim (der Jüngere) de Sade († 1538)
1. François (starb als Kind)
2. Jean de Sade (* 8. November 1522).
Balthazar de Sade ⚭ 1600 Diane de Baroncelli-Javon
1. Jean-Baptiste de Sade († 1687) ⚭ 1627 Diane de Simiane, Dame de la Coste
1. Côme de Sade ⚭ 1669 Elisabeth Louet de Nogaret de Calvisson
1. Gaspard-François de Sade († 1739) ⚭ 1699 Louise-Aldonse d’Astoaud de Murs
1. Jean-Baptiste-François-Joseph de Sade (1702 – 24. Januar 1767) ⚭ 1733 Marie-Eléonore de Maillé de Carman (* 1712)
1. Caroline-Laure de Sade (1737–1739)
2. Donatien-Alphonse-François de Sade (1740–1814) ⚭ 1763 Renée Pélagie de Montreuil
1. Louis-Marie de Sade (27. August 1767 – 9. Juni 1809)
2. Donatien-Claude-Armand de Sade, (27. Juni 1769 – 10. Mai 1847) ⚭ Louise-Gabrielle-Laure de Sade (* 6. Juni 1772, aus der Linie des Balthazar, s. o.).
1. René de Sade (27. Juli 1809 – 1820)
2. Laure-Emilie de Sade (16. November 1810 – 25. April 1875) ⚭ 13. Oktober 1840 Gaston de Graindorge d’Orgeville, Baron du Mesnil-Durand.
3. Alphonse-Ignace de Sade (16. Juni 1812 – 1890) ⚭ Anne-Henriette de Cholet (16. Juli 1817 – 18. März 1895)
1. Henriette Marie Laure de Sade (9. April 1843 – 7. November 1893)
2. Hugues-Louis-Charles de Sade (2. August 1845 – 9. Dezember 1925) ⚭ 25. August 1877 Marie-Augustine (oder Marguerite) Janson de Couet (17. Januar 1856 – 1915)
1. Edith Laure Marie de Sade (5. Mai 1878 – 20. April 1882)
2. Yvonne Henriette Marie de Sade (* 5. Juli 1880 – 7. Oktober 1963)
1. Sigrid Adelheid  Marie de Sade (* 24. Juli 1936 – 22. August 2000)
3. Elzear Victor Marie de Sade (27. Februar 1885 – 30. Oktober 1914)
4. Bernard Georges Marie de Sade (7. April 1891 – 23. Dezember 1933) ⚭ 22. Oktober 1917 Jeanne de Sarrazin (5. Januar 1893 – 22. Februar 1987)
1. Gilberte de Sade (28. März 1920 – 23. Dezember 1933)
2. Elzear de Sade (1921 – 23. Dezember 1933)
3. Xavier Henri Marie de Sade ⚭ Rose-Marie Meslay
Thibault de Sade
3. Laure-Marie-Charlotte de Sade (1859–1936) ⚭ 6. Februar 1879 Adhéaume, Comte de Chévigné
1. Marie-Thérèse de Chévigné ⚭ Maurice Bischoffsheim
1. Marie-Laure Bischoffsheim (31. Oktober 1902 – 29. Januar 1970) ⚭ Charles, Vicomte de Noailles
4. Gabrielle Pelagie Mathilde de Sade (4. September 1814 – 29. April 1875)
5. Auguste de Sade (9. Oktober 1815 – 10. Mai 1868) ⚭ Charlotte Germaine de Maussion (1818–1876)
1. Valentine de Sade (1847 – 18. September 1922)
2. Laure de Sade (31. Mai 1859 – 15. Oktober 1936) ⚭ Adheaume de Chevigne (1847–1911)
3. Madeleine Laure de Sade (17. April 1771 – 18. Januar 1844)
3. Marie-Françoise (1746–1746)
2. Richard-Jean-Louis de Sade (* 1703)
3. Jacques-François-Paul-Aldonce de Sade, genannt Abbé de Sade (1705–1778)
4. Jean-Baptiste-Henri-Victor de Sade
5. Antoine-Félix-Toussaint de Sade (starb als Kleinkind)
6. Gabrielle-Laure de Sade (* 1700)
7. Anne-Marie-Lucrèce de Sade (* 1702)
8. Gabrielle-Eléonore de Sade
9. Marguerite-Félicité de Sade
10. Henriette-Victoire de Sade ⚭ 1733 Ignaz, Marquis de Villeneuve
1. Mme. de Raousset
2. Julie
3. Henriette de Martignan
Jean-Baptiste de Sade
Joseph-Marie de Sade († 1700)
Jean-Louis de Sade
3. Richard de Sade
4. Jean-Baptiste de Sade (14. Juli 1633 – 19. Dezember 1707)
2. Richard de Sade († 1663)
3. Catherine de Sade
Pierre de Sade
Jacques de Sade
Joannet de Sade
Philippe de Sade
Augière de Sade ⚭ Bertrand Milsondi
Ermessende de Sade
Marguerite de Sade
Garsende oder Garsenète de Sade, heiratete dreimal
b) ⚭ 1348 Verdaine de Trentelivres
1. Baudet de Sade (Stammherr der Nebenlinie der Herren von Saumane, die im 16. Jhd. mit Joachim (dem Älteren) de Sade ausstarb)